# Erysimum teretifolium
Erysimum teretifolium là một loài thực vật có hoa trong họ Cải. Loài này được Eastw. mô tả khoa học đầu tiên năm 1938.